# 598 a.C.
Il 598 a.C. (DXCVIII a.C. in numeri romani) è un anno  del VI secolo a.C.

## Eventi
Fondazione di Camarina, colonia greca siracusana.

## Morti
- Ioiakim, sovrano (n.634 a.C.)